# Propanamida
La propanamida es la amida derivada del ácido propiónico. Su fórmula molecular es C3H7NO y su fórmula semidesarrollada es CH3-CH2-CO-NH2.